# Tramacastilla de Tena
Tramacastilla de Tena ist ein spanischer Ort in der Provinz Huesca der Autonomen Gemeinschaft Aragonien, der zur Gemeinde Sallent de Gállego gehört. Das Dorf auf circa 1225 Meter Höhe liegt circa zehn Kilometer südlich von Sallent de Gállego und hatte im Jahr 2019 188 Einwohner.

## Sehenswürdigkeiten
- Pfarrkirche San Martín aus dem 15./16. Jahrhundert

## Weblinks

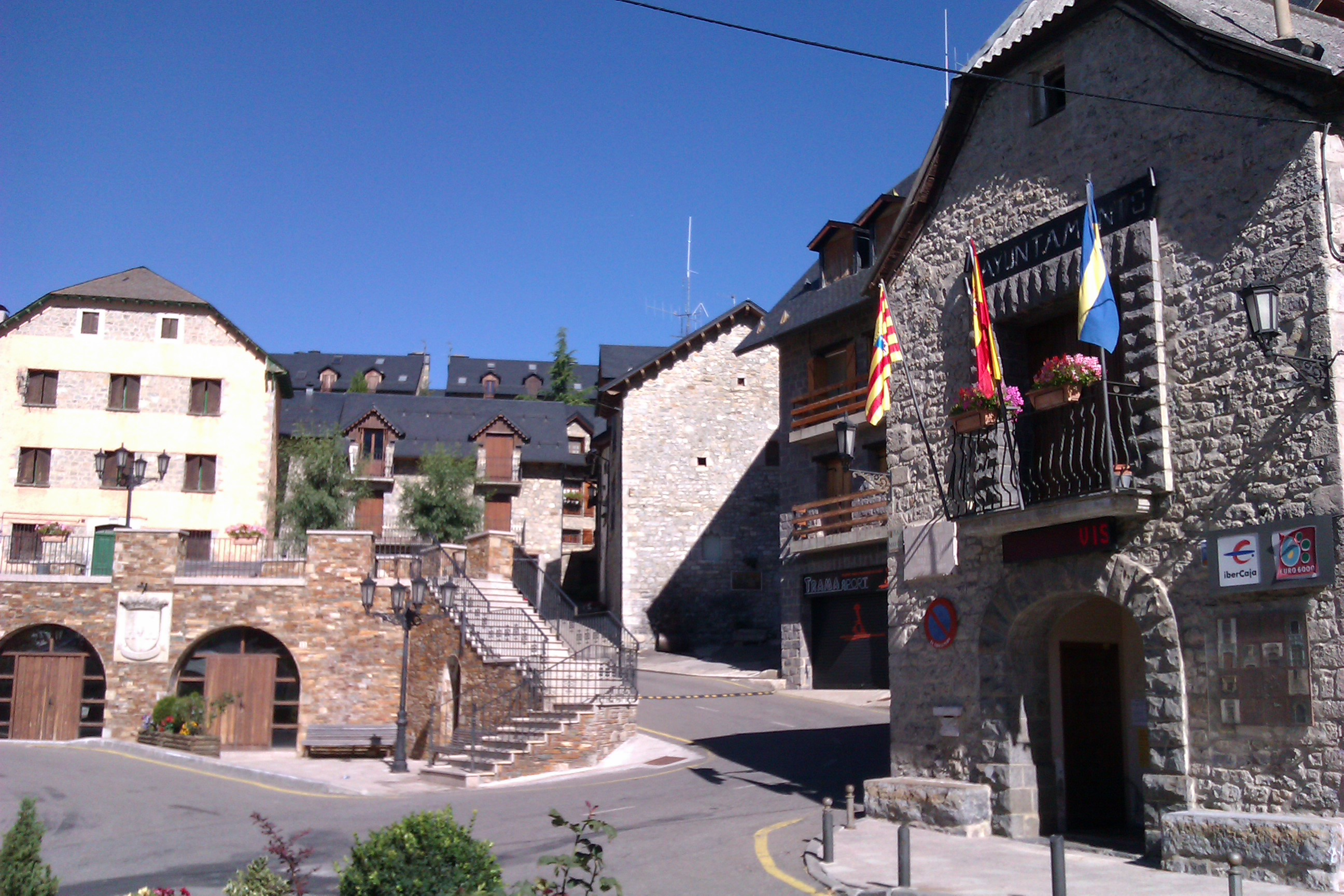
Der Dorfmittelpunkt